# 常陸農業協同組合
常陸農業協同組合（ひたちのうぎょうきょうどうくみあい）は、茨城県常陸太田市に本店を置く農業協同組合である。主に茨城県北部で事業を展開する。通称JA常陸。

## 概要

### 沿革
- 2014年（平成26年）8月1日 - 茨城県北央部の5つの農業協同組合（ひたちなか・茨城中央・茨城みどり・茨城みずほ・茨城ひたち）が合併し常陸農業協同組合が誕生。これにより、組合員数や規模が北関東最大の農協が誕生した。

### 管轄市町村
- ひたちなか地区（旧ひたちなか）：ひたちなか市・那珂市・那珂郡東海村の各全域
- 笠間地区（旧茨城中央）：笠間市の全域、東茨城郡城里町のうち旧七会村の地域
- 大宮地区（旧茨城みどり）：常陸大宮市・久慈郡大子町の各全域
- 太田地区（旧茨城みずほ）：常陸太田市全域
- 高萩地区（旧茨城ひたち）：高萩市・北茨城市の各全域、日立市のうちJA日立市多賀の管轄区域を除く地域